# Sfax (1884)
Sfax byl chráněný křižník první třídy francouzského námořnictva. První postavený francouzský chráněný křižník. Ve službě ve francouzském námořnictvu byl v letech 1887–1906.

## Stavba

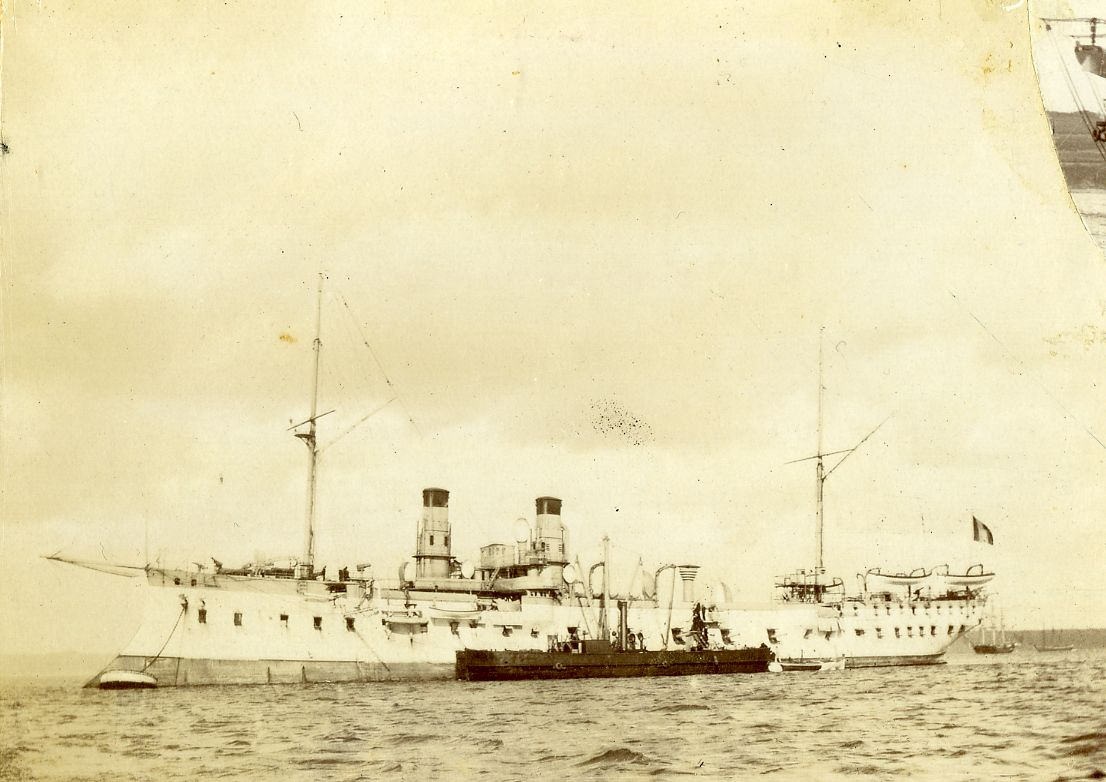
Sfax

Křižník postavila loděnice Arsenal de Brest v Brestu. Stavba byla zahájena v březnu 1882. Dne 29. května 1884 byl křižník spuštěn na vodu a v červnu 1887 byl přijat do služby.

## Konstrukce

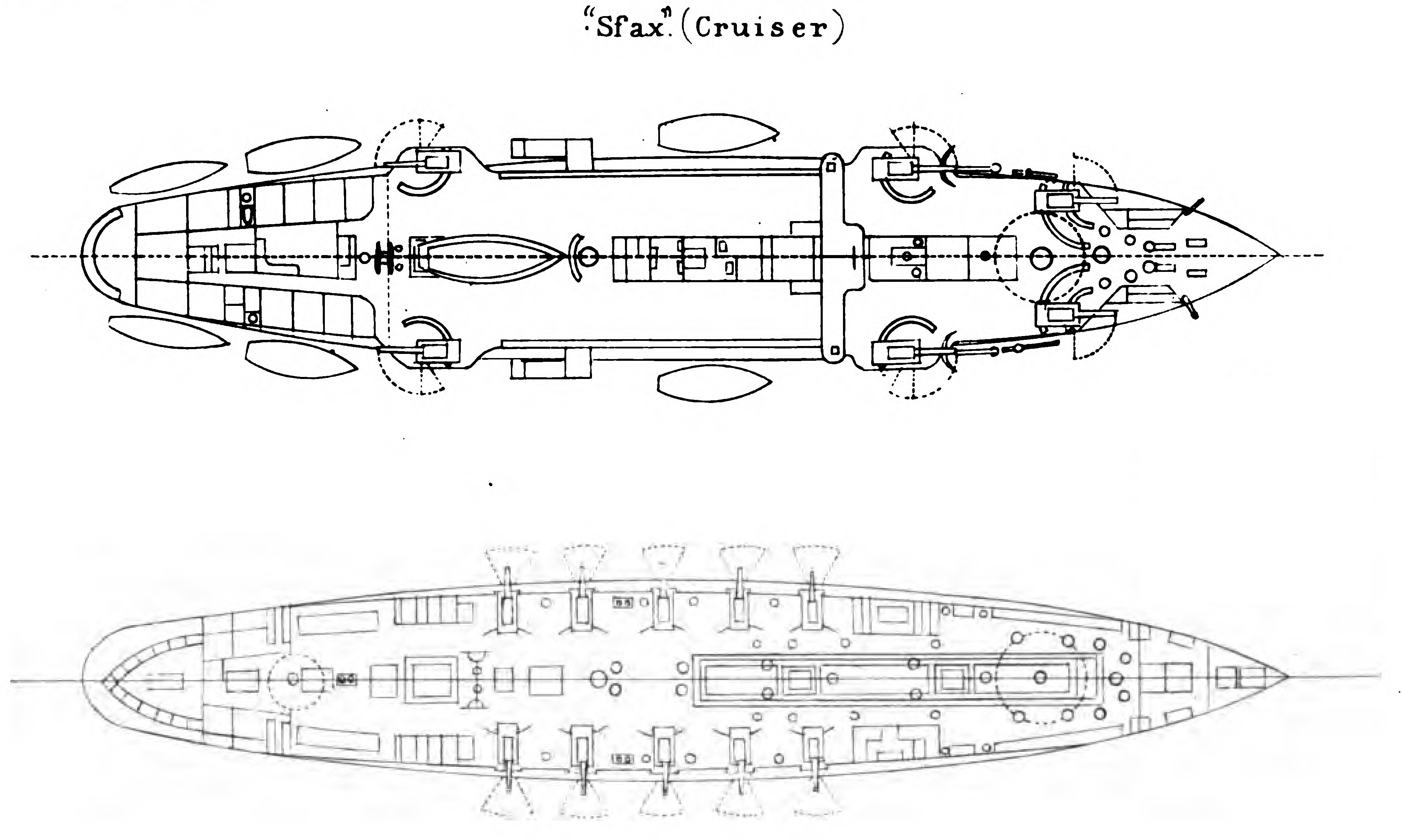
Nákres křižníku

Plavidlo mělo ocelový trup a příď opatřenou klounem. Plavidlo mělo oplachtění barku, prodlužující jeho dosah. Ocelové pancéřování chránilo pohonný systém a sklady munice. Paluba měla sílu 60 mm. Chráněna byla i velitelská věž. Hlavní výzbroj tvořilo šest 165mm/28 kanónů M1881. Nacházely se na horní palubě, dva ve střílnách a šest na sponsonech na bocích trupu. Doplňovalo je deset 139mm/30 kanónů M1881, které byly níže na hlavní palubě. Dále nesly dva 47mm kanóny Hotchkiss, deset 37mm pětihlavňových rotačních revolverových kanónů Hotchkiss a pět 356mm torpédometů. Dva torpédomety směřovaly dopředu, jeden dozadu a po jednom na každou stranu. Pohonný systém tvořilo dvanáct kotlů a dva horizontální parní stroje o výkonu 6500 hp, roztáčející dva lodní šrouby. Kotle spalovaly uhlí. Spaliny odváděly dva komíny. Nejvyšší rychlost dosahovala 16,7 uzlu. Dosah byl 5000 námořních mil při rychlosti deset uzlů.

### Modifikace
Během služby bylo odstraněno oplachtění. Upravováno bylo i složení výzbroje.